# Deutz F3M 417
Der Deutz F3M 417 ist ein Schlepper, den Klöckner-Humboldt-Deutz von 1942 bis 1952 herstellte. Er ist eine Weiterentwicklung des Vorgängermodells F3M 317. Der F3M 417 wurde mit einem Motor der Baureihe 4 ausgestattet, wobei die Leistung unverändert blieb. Neu war dagegen eine von Bosch gefertigte Einspritzpumpe. Aufgrund der Treibstoffknappheit während des Zweiten Weltkrieges lieferte Deutz den Schlepper auf Wunsch auch mit einem Holzgasgenerator.
Der Dreizylinder-Dieselmotor mit 5768 cm³ Hubraum leistet 50 PS und wird mit Wasser gekühlt. Das Getriebe stammt von Deutz und hat fünf Vorwärtsgänge sowie einen Rückwärtsgang.